# Heteroconger tomberua
Heteroconger tomberua és una espècie de peix pertanyent a la família dels còngrids.

## Descripció
- Pot arribar a fer 42,8 cm de llargària màxima.[5]

## Hàbitat
És un peix marí, demersal i de clima tropical que viu fins als 36 m de fondària.

## Distribució geogràfica
Es troba al Pacífic occidental central: Fiji.

## Observacions
És inofensiu per als humans.